# الوقيرة (بكيل المير)

تعديل مصدري - تعديل

الوقيرة هي إحدى قرى عزلة صبران بمديرية بكيل المير التابعة لمحافظة حجة، بلغ تعداد سكانها 49 نسمة حسب تعداد اليمن لعام 2004.